# Cypronia
Cypronia es una desarrolladora de videojuegos indie eslovaca. Tiene su sede en Michalovce.

## Historia
Cypronia fue fundada en 1997 como Ablaze Entertainment. En 2001, el nombre fue cambiado a Cypron Studios. Más tarde, el nombre volvió a cambiarse otra vez, quedando simplemente Cypronia.
El estudio se hizo popular luego del lanzamiento del juego Cube Life: Island Survival en 2015. Logró el puesto #1 en Europa; #2 en America y #3 en Japón en la Nintendo eShop  charts.

## Juegos publicados
- The Strangers (1997, Amiga, juego de estrategia en tiempo real)
- Napalm: Crimson Crisis (1999, Amiga, juego de estrategia en tiempo real)
- State of War (2001, Microsoft Windows, juego de estrategia en tiempo real)
- State of War: Warmonger (2003, Microsoft Windows, juego de estrategia en tiempo real, una secuela de State of War)
- Gods: Lands of Infinity (2006, Microsoft Windows, juego de rol por turnos)
- El golf de Logitech (2006, Microsoft Windows)
- Gods: Lands of Infinity: Special Edition (2007, Microsoft Windows, remodelación de Gods: Lands of Infinity)
- State of War 2: Arcon (2007, Microsoft Windows, juego de estrategia en tiempo real centrado en multijugador)
- Command and Destroy (2008, Nintendo DS, juego de estrategia en tiempo real)
- 1 vs 100 (2008, Nintendo DS, juego de preguntas basado en el popular programa de televisión 1 vs 100 de Endemol )
- Jagged Alliance (2008, Nintendo DS, adaptación de DS de la franquicia de PC de Jagged Alliance)
- Cube Life: Island Survival (2015, Wii U, juego de supervivencia sandbox)
- Cube Life: Pixel Action Heroes (2017, Wii U, juego de disparos en primera persona sandbox)
- Pixel Action Heroes (2018, Nintendo Switch, remake de Cube Life: Pixel Action Heroes)
- Cube Life: Island Survival HD (2018, Microsoft Windows, nueva versión de Cube Life: Island Survival)
- State of War: Warmonger (2018, Microsoft Windows, port para sistemas informáticos más nuevos, contiene State of War y State of War: Warmonger[3] )
- Angry Bunnies: Colossal Carrot Crusade (2019)

## Otros sitios web
- Sitio web oficial
- Cypronia en MobyGames

- Datos: Q5200430